# Premio Martín Fierro de Brillantes
El Martín Fierro de Brillantes es un galardón que forma parte de los Premios Martín Fierro entregados por APTRA. Se entregó por primera vez en la edición 2017 para el período 2016, con el objetivo de innovar y reconocer el estrellato de una figura por sus años de carrera en el entretenimiento que ha ganado los premios Martín Fierro de Oro y Platino. 
La primera persona premiada fue la presentadora de televisión Mirtha Legrand por su larga trayectoria como actriz y conductora; y por su 50° aniversario de su marca más reconocida, el programa de entrevistas y almuerzos Almorzando con Mirtha Legrand.

## Galardonados
| Año  | Imagen | Programa                      | Tipo                             | Protagonizado o conducido por | Canal    | Premio Martín Fierro de Platino |
| ---- | ------ | ----------------------------- | -------------------------------- | ----------------------------- | -------- | ------------------------------- |
| 2017 |        | Almorzando con Mirtha Legrand | Interés general/Entrevistas      | Mirtha Legrand                | El Trece | 2009                            |
| 2022 |        | Hola Susana / Susana Giménez  | Interés General/Programa estelar | Susana Giménez                | Telefe   | 2010                            |